# Munna psychrophila
Munna psychrophila is een pissebed uit de familie Munnidae. De wetenschappelijke naam van de soort is voor het eerst geldig gepubliceerd in 1914 door Ernst Vanhöffen. Vanhoffen verzamelde deze soort (1,25 tot 2 mm lang) nabij Antarctica tijdens de expeditie van het Duitse onderzoeksschip Gauss naar het Zuidpoolgebied, onder de leiding van Erich von Drygalski in 1901-1903.